# Pavel Mikeš
Pavel Mikeš (Písek, 14 de janeiro de 1945) é um ex-handebolista checoslovaco, medalhista olímpico.
Em Olimpíadas, ele marcou 32 gols em onze partidas.

## Títulos
- Jogos Olímpicos:
  - Prata: 1972